# Jeanne Sinkford
Jeanne Sinkford   (1933) Jeanne Craig Sinkford, és una dentista i administradora acadèmica nord-americana. Va ser la primera dona degana d'una escola dental nord-americana. És una investigadora sènior en residència a l' Associació Americana d'Educació Dental i professora i degana emèrita a l'escola d'odontologia de la Universitat de Howard.

## Biografia
Sinkford va néixer el 1933, era una de les quatre germanes que van poder anar a la universitat. Els seus pares, el seu avi i les seves experiències a una escola mitjana catòlica van contribuir a la seva educació disciplinada. Va assistir a la Dunbar High School a Washington, DC, una escola d'alt rendiment per a afroamericans, on va ser membre del cos de cadets.
Als 16 anys, Sinkford es va matricular a la universitat de la Universitat de Howard, estudiant psicologia i química abans de cursar-hi l'escola dental. Després de graduar-se a l'escola d'odontologia, Sinkford va ser membre de la facultat de prostodòncia, va tenir una pràctica dental a temps parcial i va obtenir un doctorat. en fisiologia a la Northwestern University. Això la va convertir en la primera dona prostodoncista amb un títol de doctorat.
Més tard, va presidir el departament de prostodòncia a Howard, i va completar una residència en odontologia pediàtrica el 1974-1975. L'1 de juliol de 1975, Sinkford es va convertir en la primera dona degana d'una escola dental nord-americana quan va ser nomenada degana de la Universitat d'Howard, Escola d'Odontologia. Sinkford va romandre degà fins al 1991. Sinkford es va convertir llavors en director executiu associat de l' Associació Americana d'Educació Dental. Va establir el seu Centre per a l'Equitat i la Diversitat el 1998 i el va dirigir durant 17 anys.
El 2015, Sinkford va rebre el Distinguished Service Award de l' American Dental Association. També ha estat guanyadora del Premi Candace de la National Coalition of 100 Black Women. És membre de l'Institut de Medicina i membre de l'American College of Denists i de l' International College of Dentists.
Sinkford va conèixer el seu marit Stanley a la Universitat de Howard que va esdevenir cardiòleg. Van tenir tres fills.